# Oryzias nebulosus
Espèce
Statut de conservation UICN

 NT  : Quasi menacé
Oryzias nebulosus est une espèce de poissons d'eau douce de la famille des Adrianichthyidae.

## Répartition
Cette espèce est endémique du lac Poso et de son affluent à Célèbes (Indonésie),.

## Description
Oryzias nebulosus peut mesurer jusqu'à 33 mm, queue non comprise.

## Systématique
Le nom valide complet (avec auteur) de ce taxon est Oryzias nebulosus Parenti (d) & Soeroto (d), 2004,.

### Étymologie
Son épithète spécifique, du latin nebulosus, « brumeux, nébuleux », fait référence à cette espèce longtemps méconnue parmi les Oryzias du lac Poso.

### Publication originale
- (en) Lynne R. Parenti et Bambang Soeroto, « Adrianichthys roseni and Oryzias nebulosus, two new ricefishes (Atherinomorpha: Beloniformes: Adrianichthyidae) from Lake Poso, Sulawesi, Indonesia », Ichthyological Research, Springer Science+Business Media et Nihon Gyorui Gakkai (d), vol. 51, no 1,‎ 1er février 2004, p. 10-19 (ISSN 1341-8998 et 1616-3915, DOI 10.1007/S10228-003-0187-1, lire en ligne).